# Anton Reinthaller

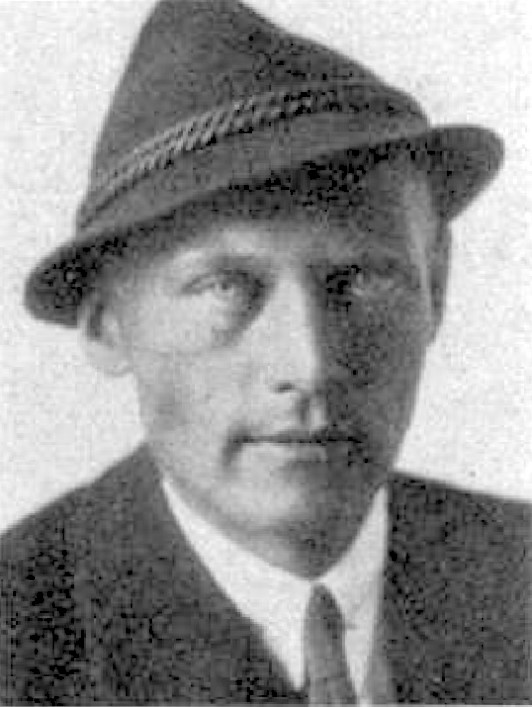
Anton Reinthaller

Anton Reinthaller (* 14. April 1895 in Mettmach, Oberösterreich; † 6. März 1958 ebenda) war ein österreichischer SS-Brigadeführer, Gutsbesitzer, ab 1938 Minister für Land- und Forstwirtschaft im Anschlusskabinett Seyß-Inquart, NSDAP-Reichstagsabgeordneter und ab 1939 bis Kriegsende Unterstaatssekretär im Reichsministerium für Ernährung und Landwirtschaft in Berlin. Er war Gründungsmitglied und von 1956 bis zu seinem Tod der erste Bundesparteiobmann der FPÖ.

## Leben
Anton Reinthaller war der Sohn eines Brauereibesitzers und trug denselben Vornamen wie sein Vater. Er besuchte in seinem Heimatort die Volksschule und in Linz das Realgymnasium. Am Ersten Weltkrieg nahm Reinthaller als Soldat der k.u.k. Armee teil und befand sich von Juni 1916 bis Juni 1918 in russischer Kriegsgefangenschaft. Er erreichte den Rang eines Oberleutnants der Reserve. Zurückgekehrt nach Österreich, studierte er Land- und Forstwirtschaft an der Hochschule für Bodenkultur in Wien. Er wurde Mitglied der Akademischen Landsmannschaft der Salzburger zu Wien. Mitte 1922 schloss er das Studium mit dem Ingenieur-Diplom ab. Nach dem Studium arbeitete er als Forstwirt in Lilienfeld, Attersee und Haus im Ennstal. Er war auch als Landwirt tätig.

## Betätigungen in der Zeit des autoritären Ständestaates
Während der Ersten Republik war er zuerst Mitglied des Landbundes und trat zum 23. April 1928 der NSDAP bei (Mitgliedsnummer 83.421), die Juni 1933 in Österreich für illegal erklärt wurde. Bereits im Jahr seines Eintritts in die Partei wurde er als Kandidat für den Landtag (Wahlkreis Linz) aufgestellt; zu diesem Zeitpunkt war er Staatsbeamter. Reinthaller vertrat in der NSDAP eine nicht betont gewalttätige Linie und kam deswegen in Konflikt mit Theodor Habicht. Nach dem Scheitern des Juliputsches 1934 wurde er im Anhaltelager Kaisersteinbruch interniert. Dort freundete er sich mit Ernst Kaltenbrunner an und versuchte danach, die NSDAP in Österreich wieder neu aufzubauen (Gründung des Komitees der „Nationalen Aktion“); sie sollte 1934 unter dem Namen „Nationalsozialistischer Volksbund Österreichs“ zusammengefasst werden und dann der Vaterländischen Front beitreten. Bekannt wurde diese „Aktion Reinthaller“ als Versuch einer Befriedung zwischen der österreichischen NSDAP und dem Ständestaat. In erster Linie verfolgte sie aber das Ziel der Legalisierung der österreichischen NSDAP. Dieser Versuch wurde vom Sicherheitsdirektor von Salzburg und Ernst Rüdiger Starhemberg zu Fall gebracht, u. a. weil die NSDAP weiterhin umstürzlerische Flugzettel verteilte. Auch sonst fanden diese Bestrebungen von Seiten der Politik und der Sicherheitsbehörden keinerlei Zustimmung; mit Schreiben vom 10. Oktober 1934 wurde Reinthaller von der Bundespolizeidirektion Wien unter Strafandrohung aufgefordert, diese Bestrebungen sofort einzustellen. Reinthaller wurde vom Posten des Vorsitzes in der NSDAP im Dezember 1934 von Hermann Neubacher abgelöst und verlor 1937 seine Positionen in der Partei. Gestützt wurde er weiterhin von Rudolf Heß und Richard Walther Darré.

## Karriere in der Zeit des Nationalsozialismus

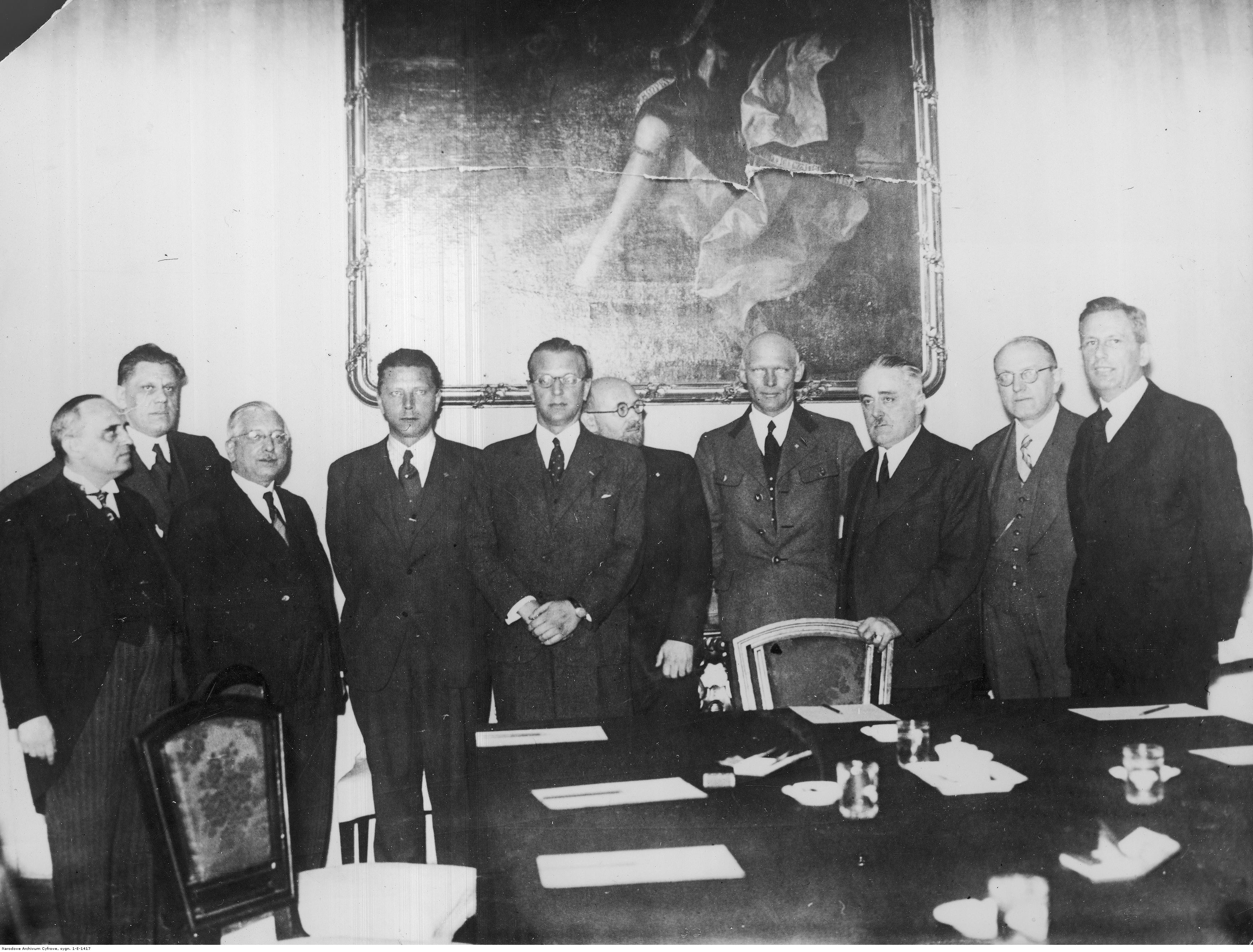
Reinthaller (4 v.r.) bei der Vereidigung der Bundesregierung Seyß-Inquart

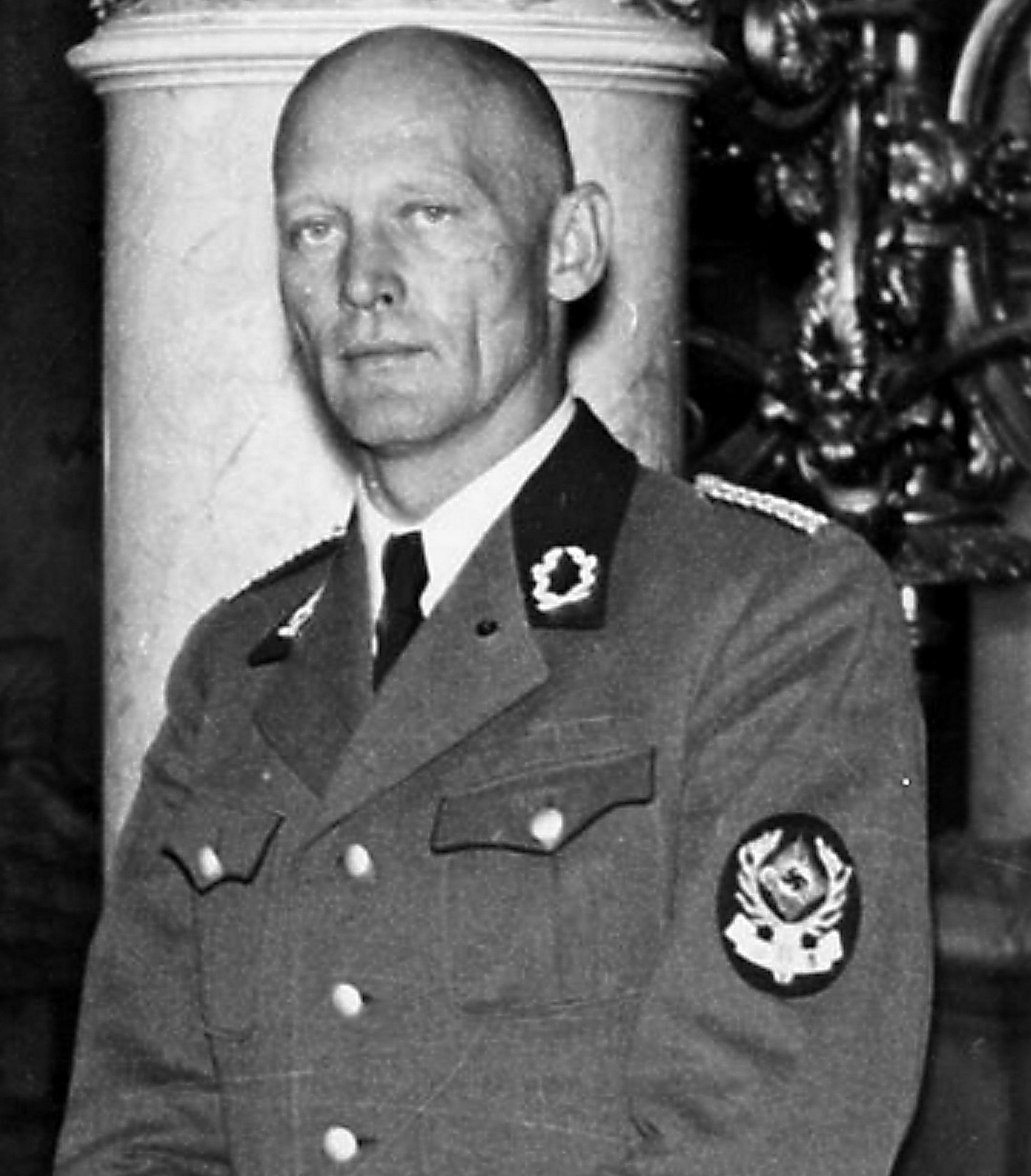
Anton Reinthaller in Dienstuniform als SS-Brigadeführer

Während des „Anschlusses“ Österreichs wurde er am 11. März 1938 Minister für Land- und Forstwirtschaft im Anschlusskabinett Arthur Seyß-Inquarts. Im März 1938 ernannte ihn Walther Darré zum Mitglied des Reichsbauernrats.
Des Weiteren wurde er im April 1938 Reichstagsabgeordneter; sein Mandat behielt er bis zum Kriegsende im Mai 1945. Ab Mai 1938 bekleidete er das Amt des Landesjägermeisters für Österreich. Am 23. Mai 1938 setzte ihn Walther Darré zu seinem Beauftragten für den Aufbau des Reichsnährstandes in Österreich ein.
Am 29. Dezember 1939 wurde Anton Reinthaller von Adolf Hitler aus seinem Amt als Minister für Landwirtschaft des Landes Österreich verabschiedet und nach Berlin zum Unterstaatssekretär im Reichsministerium für Ernährung und Landwirtschaft berufen. In dieser Position übernahm er die Leitung der Abteilung VII, zu deren Zuständigkeit die „Reichsverwaltung für die Staatsgüter“ sowie „Angelegenheiten des Bergbauerntums“ gehörten. In seiner Antrittsrede erklärte er: „Der nationale Gedanke bedeutet in seinem Wesen nichts anders als das Bekenntnis der Zugehörigkeit zum deutschen Volk.“
Charakteristisch für sein familiäres Umfeld war, dass die Ehefrau Theresia Reinthaller zusammen mit Margarethe von Pausinger (Zitat aus dem Protokoll der Gendarmerie: zwei streng nationalsozialistisch eingestellte Frauen) am 30. Dezember 1939 den Berliner Maler Fritz Wingen, der in Lambach auf Besuch war, bei der Gendarmerie denunzierte, da er gesagt haben soll, Deutschland mit der heutigen Regierung (werde) noch ganz auf den Hund kommen. Diese Denunziation hatte zur Folge, dass Wingen vom Sondergericht Linz nach dem „Heimtückegesetz“ als „Volksschädling“ zu zehn Monaten Gefängnis verurteilt wurde.
Zum 12. März 1938 trat er der SS bei (SS-Nummer 292.775) und wurde am 30. Jänner 1941 SS-Brigadeführer. Im SS-Oberabschnitt Donau war er Inspekteur des SS-Reiterwesens. Er war Landesbauernführer und Landesjägermeister im Donauland. Er war zudem Träger des Ehrenwinkels der SS und des Goldenen Parteiabzeichens der NSDAP.

## Kriegsende und politische Karriere in der Zweiten Republik
Ende 1945 setzte die Kommission zur Vorbereitung der Kriegsverbrecher-Prozesse Anton Reinthaller auf eine Liste mit Personen, die für „300 besonders schwere Kriegsverbrecherfälle“ verantwortlich gemacht wurden.
1949 wurde er von der amerikanischen Militärregierung von Deutschland nach Österreich ausgeliefert. Danach befand er sich in Untersuchungshaft. Am 23. Oktober 1950 begann vor dem Wiener Volksgerichtssenat ein Prozess, in dem er des „Hochverrates am österreichischen Volk und der Illegalität“ beschuldigt wurde. Am 27. Oktober wurde er vom Vorwurf des Hochverrats freigesprochen und nur wegen des Verbrechens der Illegalität zu drei Jahren schwerem Kerker verurteilt. Da diese Strafe bereits durch die Untersuchungshaft verbüßt war, wurde er auf freien Fuß gesetzt.
1952 wurde er vom Volksgericht wegen seiner Verstrickung während des nationalsozialistischen Regimes zu 2½ Jahren Kerker und Vermögensverlust verurteilt. 1953 wurde Reinthaller, trotz seiner weiterhin bestehenden nationalsozialistischen Gesinnung und seiner Bilderbuchkarriere im nationalsozialistischen Regime – dessen Ende er als "Zusammenbruch in höchster seelischer Erschütterung" erlebte – von Bundespräsident Theodor Körner begnadigt.
1955 gründete Anton Reinthaller zusammen mit Friedrich Peter und Emil van Tongel die deutschnational gesinnte Freiheitspartei, deren Ziel es war, dem VdU eine prononciert deutschnationale Ausrichtung zu geben. Beim Zusammenschluss des VdU mit der Freiheitspartei zur FPÖ am 17. Oktober 1955 wurde er deren stellvertretender Vorsitzender. Auf dem konstituierenden Parteitag der FPÖ im Hotel Weißer Hahn in Wien am 7. April 1956 wurde Reinthaller zum ersten Bundesparteiobmann der FPÖ gewählt; diese Funktion nahm er bis zu seinem Tode 1958 ein. Danach folgte ihm am 3. ordentlichen Bundesparteitag der FPÖ, der vom 12. bis 14. September 1958 in Salzburg tagte, Friedrich Peter, den mit Anton Reinthaller ein politisches Vater-Sohn-Verhältnis verband.

## Postmortem
Noch 2016 widmete die oberösterreichische FPÖ Reinthaller einen Festakt in Mettmach. Das Heimatbuch des Ortes würdigt ihn als „großen Sohn Mettmachs“.